# Canto on Guitar

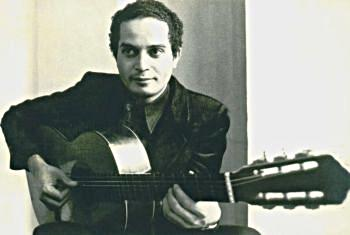
Baden Powell (1971)

Canto on Guitar ist ein Jazzalbum des brasilianischen Gitarristen Baden Powell. Die am 2. und 3. Dezember 1970 im MPS-Studio in Villingen entstandenen Aufnahmen erschienen 1971 bei MPS Records.

## Hintergrund
Baden Powell, der in den 1950er Jahren in Brasilien mit dem Pianisten Antônio Carlos Jobim und den Gitarristen Luiz Bonfá und João Gilberto erfolgreich im Quartett zusammengespielt hatte und seit Ende der 1950er Jahre erste Soloalben veröffentlichte, wurde Mitte der 1960er Jahre von dem deutschen Jazzautor und Musikproduzenten Joachim-Ernst Berendt in Brasilien aufgesucht. Daraufhin kam es zur Zusammenarbeit der beiden. 1966 erschien zunächst das viel beachtete und international erfolgreiche Album Tristeza on Guitar, das noch in Rio de Janeiro entstand. Es folgten 1968 Poema on Guitar sowie 1971 Canto on Guitar und 1972 Images on Guitar. Canto on Guitar wurde unmittelbar nach Powells erster Deutschlandtournee aufgenommen.

## Titelliste
- Baden Powell – Canto on Guitar (MPS Records)[1]

1. Samba em Prelúdio (Baden Powell, Vinícius de Moraes) – 3:00
2. Pai (Um Canto de Preto Velho) (Baden Powell) – 4:36
3. Filho (Batuque para um Orixá) (Baden Powell) – 9:10
4. Espírito Santo (Oxalá) (Baden Powell) – 4:35
5. Marcha Escocesa (Baden Powell) – 2:00
6. Tributo a um Amigo (Baden Powell) – 6:41
7. Qua Quara Qua Quá (Baden Powell, Paulo César Pinheiro) – 4:08
8. Cegos do Nordeste (Baden Powell) – 5:45

## Rezeption
In seiner Besprechung des Albums bei Allmusic vergibt Philip Jandovský, für den „Canto on Guitar ... eines der besten Alben von Baden Powell“ ist, 4,5 von 5 Sternen. Und Laut.de schreibt in seiner biografischen Notiz zu Baden Powell: „Mit seinem lyrischen Spiel – immer gefangen zwischen simpel und komplex, zwischen ausgelassener Freude und tiefem Schmerz – erschafft der freigeistige Powell wundervolle Alben.“ Bezüglich des Künstlers zitiert Laut.de den brasilianischen Komponisten, Dichter und Musikproduzenten Hermínio Bello de Carvalho

„Baden ist ein Zauberer, ein Alchemist, eine Art dämonischer Erzengel, der in einem silbernen Schmelztiegel Weihrauch und Myrrhe, die Arpeggios und Akkorde mischt und diese Mischung aus Klängen, Licht, Farben und Melodien um sich fliegen lässt, die er den sechs Saiten seiner Gitarre voller Charme und Magie entlockt.“

und wertet: „Und er hat Recht. Roberto Baden Powell de Aquino der sich auf der Bühne einfach nur Baden Powell nannte, ist Gigant südamerikanischer Gitarrenmusik im Allgemeinen und brasilianischer Saitenhexerei im Besonderen. Der 1937 in Rio de Janeiro geborene Gitarrist und Komponist gehört zu den wichtigsten Bossa-Nova-Pionieren und war einer der ersten, der Jazz und Klassik mit Samba oder Afromusik mischte.“
Nach der Wiederveröffentlichung der vier von Joachim-Ernst Behrendt zwischen 1966 und 1971 auf MPS produzierten Alben unter dem Titel Tristeza / Poema / Canto / Images on Guitar schrieb Hans-Jürgen Lenhart bei latin-mag.com: Die Alben „zeigen Baden Powell auf dem Höhepunkt seines Könnens, bevor in den 70ern der Alkohol immer mehr von ihm Besitz ergriff. Powell war der erste schwarze Musiker innerhalb der Bossa Nova-Szene und bereicherte sie mit afro-brasilianischen Elementen. ... Unglaublich, wie er verträumte Melodien, atemberaubende Spieltechnik bzw. Tempo und plötzliches Synkopieren in einem einzigen Stück zu kombinieren verstand. Jazz, Samba, Klassik, nichts war ihm fremd ... Man ist verführt zu sagen, was Hendrix für die E-Gitarre war, war Powell für die akustische Gitarre. Powell war der erste Brasilianer, der ohne die amerikanischen Jazzer zu internationalem Ruhm kam. Prädikat unverzichtbar.“